# Paul Crawford
Paul F. Crawford (...) è uno storico, docente e saggista statunitense. È specializzato nella storia delle crociate e degli ordini religiosi cavallereschi, fra cui i Cavalieri Templari, i Cavalieri Ospitalieri ed i Cavalieri Teutonici.

## Biografia
Dopo essere stato docente al Lamar Community College (dal 1985 al 1990) e all'Università del Wisconsin-Madison (1991 e 1995), è divenuto Doctor of Philosophy in questa università (1998), insegnando poi all'Università del Wisconsin Milwaukee (1996, 1998 e 1999), all'Università del Wisconsin-Oshkosh (dal 1999 al 2001) e all'Alma College (dal 2001 al 2005).
Dal 2006 è professore associato di storia presso la California University of Pennsylvania: il suo insegnamento verte sulla storiografia europea e le sue ricerche riguardano principalmente la storia medievale e le crociate. È membro della American Society of Church History e della Medieval Academy of America, oltre che del Pittsburgh Consortium for Medieval & Renaissance Studies e della Society for the Study of the Crusades and the Latin East.

## Pubblicazioni principali
Ha pubblicato nel 2003 il saggio The "Templar of Tyre". Part III of the "Deeds of the Cypriots", dedicato all'anonimo cronista medievale noto con il nome di Templare di Tiro e a uno studio critico della sua opera, che costituisce la terza sezione delle Gestes des Chiprois ed è una testimonianza oculare particolarmente importante per la storia delle crociate e dell'Impero latino.
L'edizione di Crawford è anche la prima traduzione in inglese di questo testo del XIV secolo.
Nel 2010 ha curato, insieme a Jochen Burgtorf ed Helen J. Nicholson, la pubblicazione della ricerca The Debate on the Trial of the Templars (1307-1314), su controversie, retroscena e stato degli studi contemporanei sulla dibattuta questione relativa al processo intentato contro i Templari da Filippo IV di Francia e negli altri stati europei all'inizio del Trecento.

## Il suo punto di vista sulle crociate e le trasmissioni televisive
(Paul Crawford)
Paul Crawford ha contribuito alla preparazione di programmi televisivi sulle crociate e gli ordini militari, apparendo in tre programmi su History Channel: History's Mysteries: The Children's Crusade ("Misteri della storia: la crociata dei bambini") nel 2000, The Crusades: Crescent and the Cross ("Le crociate: la Crescente e la Croce") nel 2005, Lost Worlds: Knights Templar ("Mondi perduti: i cavalieri templari") nel 2006.
In alcuni scritti e trasmissioni televisive, Crawford afferma che vi sarebbero molti aspetti delle crociate ignoti al grande pubblico e che l'obiettivo di progetti come le trasmissioni sulle crociate di History Channel è quello di dissipare tali presunti stereotipi ed offrire una visione più equilibrata delle crociate.
Afferma inoltre che gli studiosi delle crociate, fra cui lui stesso, non avrebbero saputo comunicare appieno le evoluzioni avvenute nella loro disciplina negli ultimi trent'anni, per cui l'immagine delle crociate che permarrebbe nei media popolari ed in alcune fonti non specialistiche avrebbe serie lacune.